# Sandra Gasser
Sandra Gasser, švicarska atletinja, * 27. julij 1962, Bern, Švica.
Ni nastopila na poletnih olimpijskih igrah. Na svetovnih prvenstvih je osvojila bronasto medaljo v teku na 1500 m leta 1987, toda medalja ji je bila zaradi dopinga odvzeta, prejela je tudi dvoletno prepoved nastopanja. Na svetovnih dvoranskih prvenstvih je v isti disciplini osvojila bronasto medaljo leta 1993, kot tudi na evropskih prvenstvih leta 1990, na evropskih dvoranskih prvenstvih pa naslov prvakinje leta 1987 ter še srebrno in bronasto medaljo.